# Gonomyia wunda
Gonomyia wunda là một loài ruồi trong họ Limoniidae. Chúng phân bố ở miền Australasia.